# Сен-Мартен-де-Ле
Сен-Марте́н-де-Ле (фр. Saint-Martin-des-Lais) — коммуна во Франции, находится в регионе Овернь. Департамент коммуны — Алье. Входит в состав кантона Шевань. Округ коммуны — Мулен.
Код INSEE коммуны — 03245.

## Население
Население коммуны на 2008 год составляло 141 человек.
| 1962 | 1968 | 1975 | 1982 | 1990 | 1999 | 2008 |
| ---- | ---- | ---- | ---- | ---- | ---- | ---- |
| 223  | 226  | 222  | 189  | 174  | 142  | 141  |

## Экономика
В 2007 году среди 87 человек в трудоспособном возрасте (15—64 лет) 59 были экономически активными, 28 — неактивными (показатель активности — 67,8 %, в 1999 году было 81,5 %). Из 59 активных работали 57 человек (37 мужчин и 20 женщин), безработными были 2 мужчин. Среди 28 неактивных 11 человек были учениками или студентами, 7 — пенсионерами, 10 были неактивными по другим причинам.